# Ferenc Seres
Ferenc Seres est un lutteur hongrois spécialiste de la lutte gréco-romaine né le 3 novembre 1945 à Újkécske, Tiszakécske. 

## Biographie
Ferenc Seres participe aux Jeux olympiques d'été de 1980 à Moscou dans la catégorie des poids super-mouches et remporte la médaille de bronze.